# Alexander Berger
Alexander Berger, född 30 juni 1844 på Södra Håkanbol i Nysunds socken, död 9 juni 1901 i Uppsala, var en svensk matematiker. Han var son till Anders Berger.
Berger började 1853 studera vid Örebro högre elementarläroverk, blev student vid Uppsala universitet 1862 där han 1870 blev filosofie kandidat och 1875 filosofie doktor. Från 1875 var han docent i matematik vid Uppsala universitet. Berger vistades 1885–1886 med offentligt understöd i Berlin för matematiska studier. Åren 1884–1890 förestod han extra ordinarie professuren i matematik och 1888–1890 ordinarie professuren i samma ämne. Åren 1890–1892 var han tillförordnad extra ordinarie professor i matematik. Bergers viktigaste forskning behandlade den analytiska talteorin.